# LGA 1151
LGA 1151，又稱Socket H4，是英特爾用於Skylake微架構、Kaby Lake微架構、Coffee Lake微架構所使用的CPU插槽。此CPU插槽取代LGA 1150（Socket H3），並且同時支援DDR3L與DDR4的記憶體模組。
和LGA 1155過渡至LGA 1150一樣，LGA 1150和LGA 1151的CPU互不相容。
由於Skylake及Kaby Lake架構相等，同時使用的腳位一樣，因此Intel 100系列晶片組的主機板只需要更新主機板BIOS就可以兼容Kaby Lake架構處理器。
桌上型Coffee Lake處理器（第八代）以及桌上型Coffee Lake-R處理器（第九代）雖採用LGA 1151插槽，但Coffee Lake/Coffee Lake-R配套的Intel 300系列晶片組不相容Skylake處理器（第六代）和Kaby Lake處理器（第七代），配套Skylake/Kaby Lake的Intel 100/200系列晶片組也不相容Coffee Lake/Coffee Lake-R處理器。

## 晶片組
Skylake(六代)、Kaby Lake(七代)系列使用：
- Intel Z170、H170、H110、B150、Q170
- Intel Z270、H270、B250、Q270

Coffee Lake(八、九代)系列需使用:   
- Intel Z370、H370、B365(支援Windows 7)、B360、H310、Q370、Z390、H310C(支援Windows 7)

Intel Xeon處理器需使用:   
- C232、C236